# Helene Weber

Helene Weber, 1919

Helene Weber (* 17. März 1881 in Elberfeld (heute zu Wuppertal); † 25. Juli 1962 in Bonn) war eine deutsche Politikerin des Zentrums und der CDU. Sie galt als „einflussreichste Frau der Union“. Bekannt wurde sie als katholische Frauenrechtlerin, von der die – auf Kriege bezogene – vielfach zitierte Aussage stammt: „Der reine Männerstaat ist das Verderben der Völker.“ Sie ist eine der vier „Mütter des Grundgesetzes“ und hat nach anfänglicher Zurückhaltung den Satz „Männer und Frauen sind gleichberechtigt“ für das Grundgesetz mit unterstützt.

## Leben und Beruf

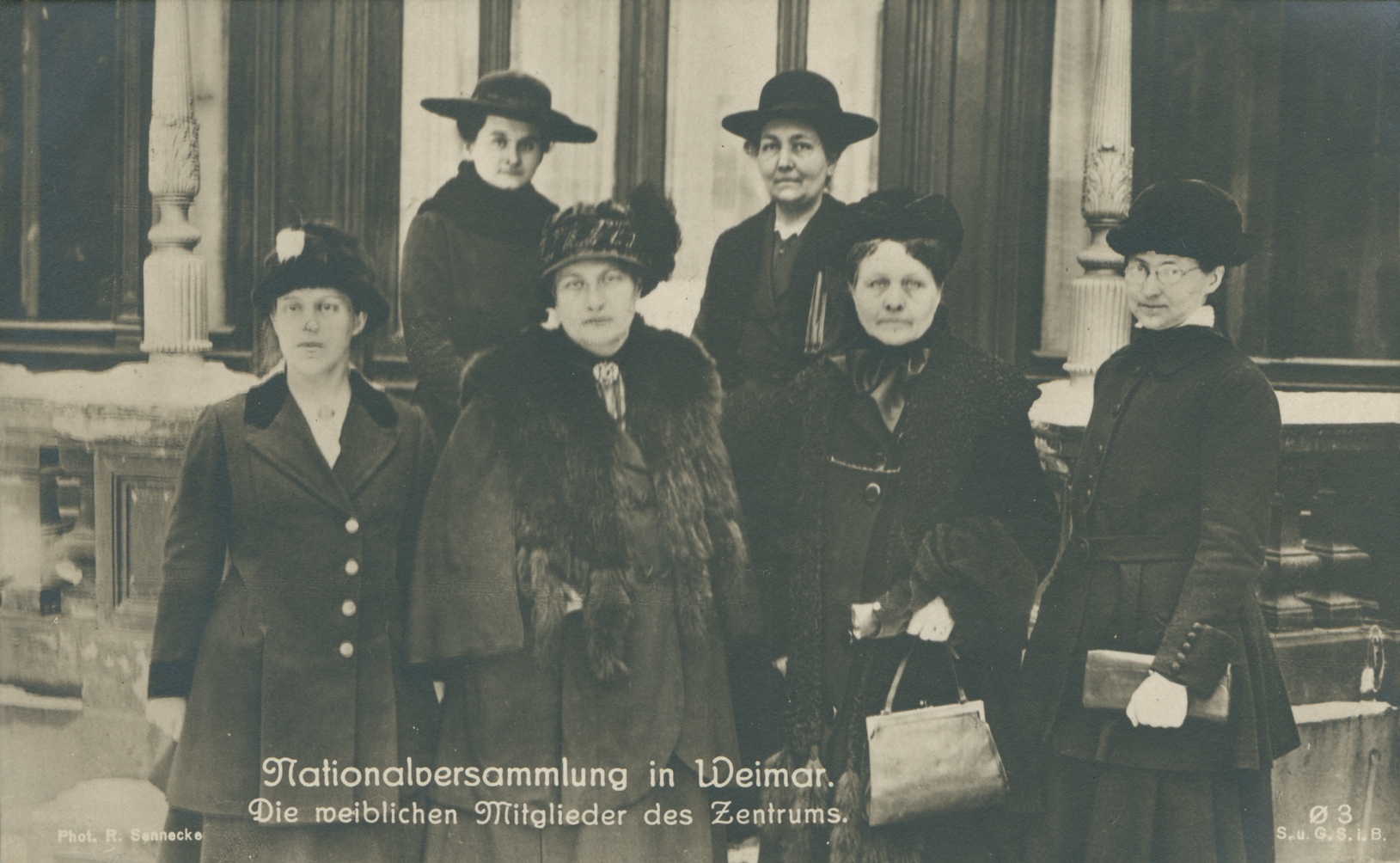
Weibliche Abgeordnete der Zentrumspartei in der Weimarer Nationalversammlung, 1919/20, Helene Weber vorne links

Ihr Vater war Volksschullehrer und Vorsitzender der örtlichen Zentrumspartei. Ihre früh verstorbene Mutter kam aus den Niederlanden. Helene Weber hatte fünf Geschwister.
Nach der Mittleren Reife auf der Töchterschule in Elberfeld besuchte sie von 1897 bis 1900 das Lehrerinnenseminar in Aachen. Nach einigen Jahren Schuldienst in Haaren und Elberfeld studierte sie von 1905 bis 1909 Geschichte, Philosophie und Romanistik in Bonn und Grenoble. Dort schloss sie sich dem Studentinnenverein Hilaritas an. Anschließend ging sie als Studienrätin in den Schuldienst zurück und unterrichtete ab 1909 am Lyzeum in Bochum und ab 1911 in Köln.
Bereits in Elberfeld engagierte sie sich im Volksverein für das katholische Deutschland. Prägend war auch der Kontakt zu Carl Sonnenschein. Sie wurde Mitglied im Zentralvorstand des Katholischen Deutschen Frauenbundes und erste Vorsitzende des Vereins katholischer Sozialbeamtinnen Deutschlands.
Noch in Köln begann Weber, katholische Frauen zu organisieren, die schlecht bezahlte Heimarbeit leisteten. Dies war ein Baustein, der die Zentrale des Katholischen Frauenbundes im 1. Weltkrieg durch den kriegsbedingten Männermangel zu einem Ansprechpartner für dringend benötigte, weibliche Erwerbsarbeit machte. Weiter machten Fürsorgerinnen mit abgeschlossenem Studium zu dieser Zeit Karriere. Der industriell geführte Krieg verlangte nach einer bürokratisch organisierten Wohlfahrt, die die sozialen Folgen abmilderte. Helene Weber übernahm dabei eine führende Rolle in der Ausbildung.
Ab 1918 war sie Leiterin der Sozialen Frauenschule Aachen, die vom Katholischen Deutschen Frauenbund 1916 in Köln als Fachschule für Fürsorgearbeit gegründet worden war. Aus ihr sollte sich später eine Abteilung in Aachen bilden, die wiederum die Keimzelle für die daraus folgende Katholische Hochschule Nordrhein-Westfalen wurde. Für die Leitung der Sozialen Frauenschule lehnte Weger ein Angebot von Konrad Adenauer (damals 1. Beigeordneter der Stadt Köln) ab, die Leitung eines Lyzeums zu übernehmen. Sie war eine der Gründerinnen des Vereins der katholischen Sozialbeamtinnen, deren Vorsitzende sie bis zu ihrem Tod blieb.
1920 wurde Weber Ministerialrätin („Vortragender Rat“) im Preußischen Ministerium für Volkswohlfahrt, wo sie das Dezernat „Soziale Ausbildung“ leitete. Sie war damit der erste weibliche Ministerialrat Preußens. Dienstlich oblag ihr der Bereich der Gesetze für Fürsorgerinnen. Sie sorgte dafür, dass im Bereich der Jugendfürsorge die sozialdemokratischen Ideen einer Staatsfürsorge abgewehrt und die freie Wohlfahrtspflege einbezogen wurde. Sie wurde 1932 unter Franz von Papen ins Kultusministerium Preußens versetzt. Nach der Machtergreifung der Nationalsozialistischen Deutschen Arbeiterpartei (NSDAP) wurde sie am 30. Juni 1933 nach den Bestimmungen § 4 des Gesetzes zur Wiederherstellung des Berufsbeamtentums mit 75 % ihrer Pensionsansprüche in den Ruhestand versetzt. Sie arbeitete danach in der freien Wohlfahrtspflege. In Berlin hatte sie den Vorsitz des Hedwigsbundes inne und wurde an die Spitze des Deutschen Caritasverbandes berufen. Ihre Wohnung im Stadtteil Schöneberg entwickelte sich zum Treffpunkt gleichgesinnter, dem Widerstand gehörte sie nicht an. Nach der Zerstörung ihrer Wohnung 1944 zog sie zur Schwester nach Marburg.
Nach dem Zweiten Weltkrieg übernahm sie den Vorsitz des Bundesverbandes katholischer Fürsorgerinnen Deutschlands und wurde erneut stellvertretende Vorsitzende des Katholischen Frauenbundes. Nach dem Tod von Elly Heuss-Knapp wurde sie von 1952 bis 1959 Vorsitzende des Müttergenesungswerks.

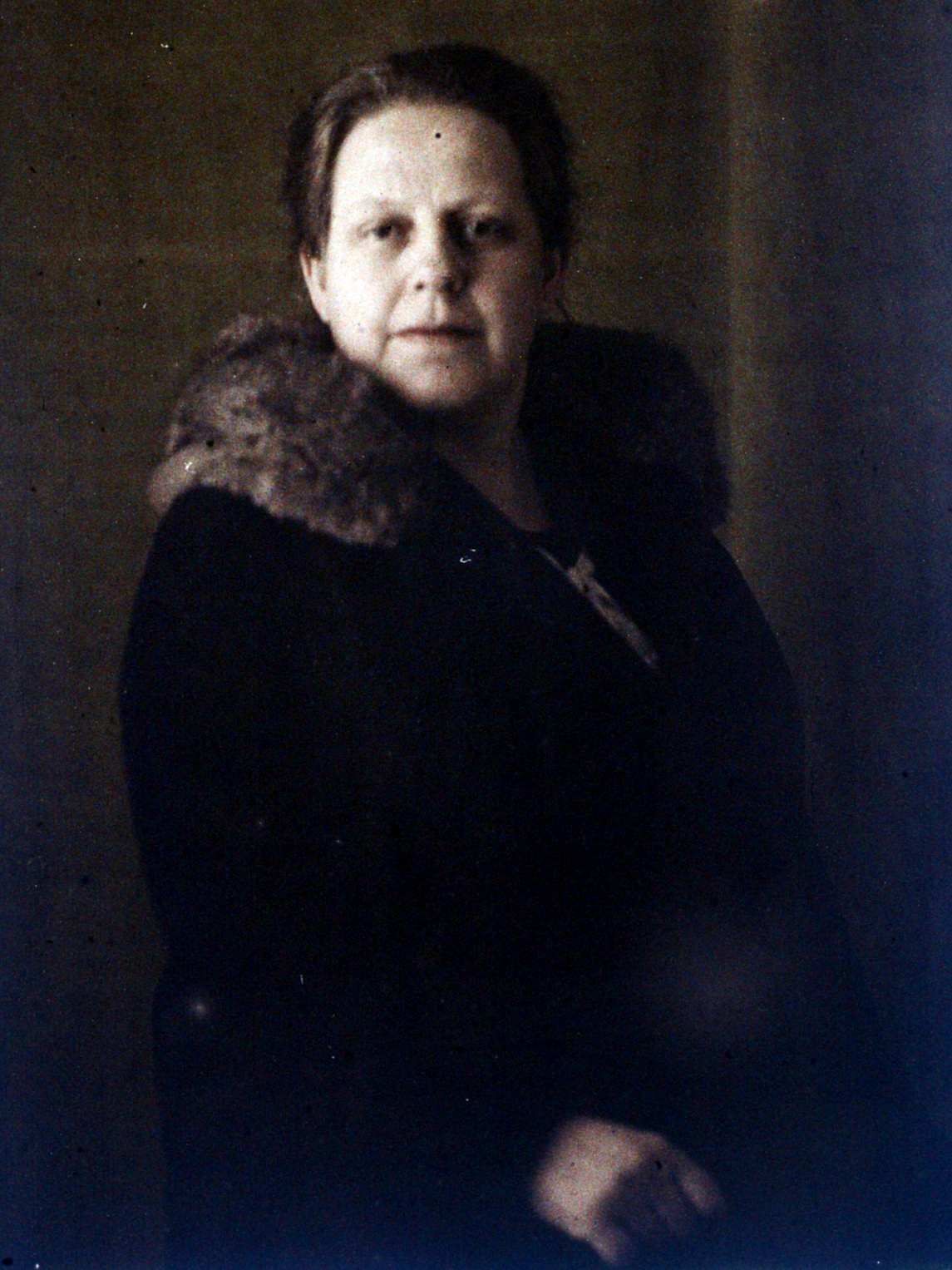
Helene Weber, 1931 (Autochrom von Georges Chevalier)

Helene Weber starb 1962 im Marienhospital in Bonn. Sie wurde in der Grabstätte ihrer Familie auf dem Nordfriedhof in Recklinghausen beigesetzt.

## Partei
In der Weimarer Republik gehörte Weber dem Zentrum an. 1925 wurde sie stellvertretende Parteivorsitzende sowie Vorsitzende des Reichsfrauenbeirats im Zentrum. 1945 beteiligte sie sich am Aufbau der CDU. 1948 war sie Mitbegründerin der Frauenarbeitsgemeinschaft der CDU/CSU, einer Vorläuferin der heutigen Frauen Union. Von 1951 bis 1958 war sie Vorsitzende der Frauen Union.

## Abgeordnete

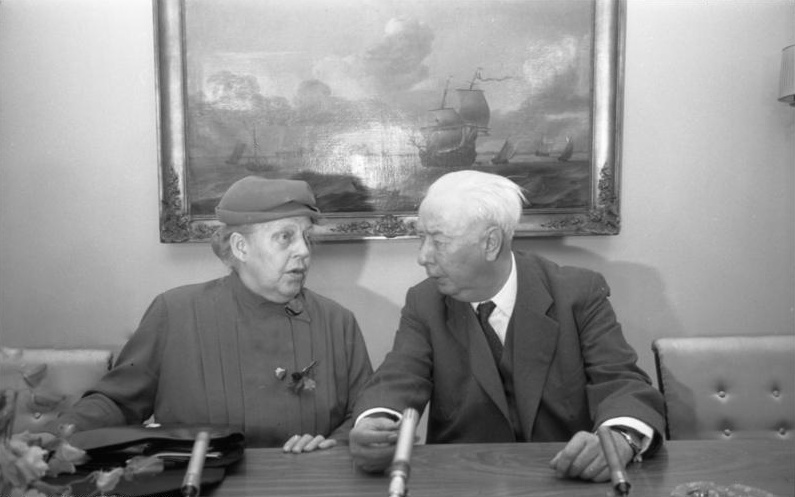
Helene Weber im Gespräch mit Bundespräsident Theodor Heuss, 1959

Als Mitglied der Weimarer Nationalversammlung war sie 1919/20 an der Entwicklung der Weimarer Verfassung beteiligt. Von 1921 bis 1924 war sie Landtagsabgeordnete in Preußen und gehörte anschließend von Mai 1924 bis 1933 dem Reichstag an. Ihr Wahlkreis war Düsseldorf. Im März 1933 zählte sie gemeinsam mit dem früheren Reichskanzler Heinrich Brüning zu der Minderheit von Zentrumsabgeordneten, die sich gegen Hitlers Ermächtigungsgesetz aussprachen. Letztlich aber beugte sie sich dem Druck ihrer Reichstagsfraktion und stimmte dem Gesetz zu, das der NSDAP den Weg zur Macht ebnete.
Nach dem Zweiten Weltkrieg siedelte sie nach Essen über und wurde sie in beide ernannte Landtage von Nordrhein-Westfalen berufen. 1947/48 gehörte Helene Weber dem Zonenbeirat für die britische Besatzungszone an.
1948 wurde sie, nachdem sich Konrad Adenauer für sie ausgesprochen hatte, als CDU-Vertreterin als eine von insgesamt nur vier Frauen neben 61 Männern  in den Parlamentarischen Rat gewählt. Sie war dort als Schriftführerin Mitglied des Präsidiums. Als Mitglied im Ausschuss für Grundsatzfragen und als Stellvertreterin im Hauptausschuss arbeitete sie am späteren Grundgesetz der Bundesrepublik Deutschland mit. Weiter wurde sie am 7. Oktober 1948 noch in den Präambel-Redaktionsausschuss gewählt. Sie ist damit eine der „Mütter des Grundgesetzes“. Mit der Zentrumspolitikerin Helene Wessel, mit der sie sich auch privat verstand, arbeitete sie in dieser Zeit zusammen. Mit den beiden Sozialdemokratinnen Elisabeth Selbert und Friederike Nadig kam es zu wenig Austausch.
In den Ausschüssen setzte sich Weber für verschiedene Themen ein. Mit Theodor Heuss stritt sie als Katholikin über die Elternrechte, die sie den Grundrechten zugeordnet sehen wollte. Sie beantragte auch selbst, den Schutz von Ehe und Familie aufzunehmen. Weiter lehnte sie die Gleichstellung ehelicher und unehelicher Kinder ab. Anfangs war sie einer umfassenden Gleichberechtigung der Frauen gegenüber mäßig aufgeschlossen. Nachdem Elisabeth Selbert jedoch die Formulierungsvorschläge, die die Gleichberechtigung wieder in Frage stellten, veröffentlichte, stellte sich Weber hinter die Forderung nach umfassender Gleichstellung.
Von 1949 bis zu ihrem Tode war sie Mitglied des Deutschen Bundestages, wo sie 1949 und 1953 den Wahlkreis Aachen-Stadt vertrat. Danach zog sie über die Landesliste ins Parlament ein. 1961 war Helene Weber nach Konrad Adenauer und Robert Pferdmenges drittältestes Mitglied des Bundestages.
Beharrlich drängte sie Bundeskanzler Adenauer, wenigstens ein Ministerium der Leitung einer Frau zu übertragen. Dies geschah 1961: Elisabeth Schwarzhaupt wurde Kabinettsmitglied.
Helene Weber war von 1950 bis 1962 auch Mitglied der Parlamentarischen Versammlung des Europarates. Sie war 1957 Leiterin der deutschen Delegation des Europarates.

## Ehrungen

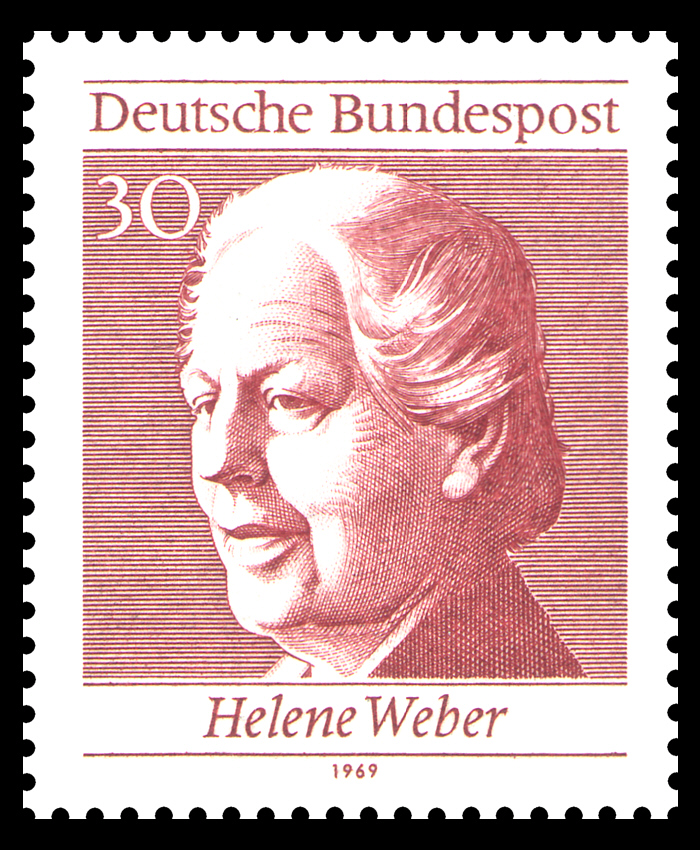
Helene Weber
Briefmarke 1969 aus dem Block 50 Jahre Frauenwahlrecht in Deutschland

1929 erhielt Helene Weber das päpstliche Ehrenkreuz Pro Ecclesia et Pontifice. 1930 wurde sie von der Staatswissenschaftlichen Fakultät der Universität Münster mit der Ehrendoktorwürde ausgezeichnet. 1956 wurde sie mit dem Großen Verdienstkreuz mit Stern des Verdienstordens der Bundesrepublik Deutschland ausgezeichnet; fünf Jahre später folgte das Schulterband zum Großen Verdienstkreuz mit Stern.
Nach Helene Weber sind zahlreiche Bildungsinstitutionen benannt, wie beispielsweise das Helene-Weber-Berufskolleg in Paderborn, die Helene-Weber-Schule in Buchen (Odenwald), das Frauenbundhaus Berlin und die katholischen Familienbildungsstätten Helene-Weber-Haus in Stolberg (mit Zweigstelle und Kursorten in der Städteregion Aachen), Gelsenkirchen und Fulda. Die Kaufmännische und Sozialpflegerische Schule in Bad Saulgau wurde ebenfalls nach ihr benannt.
Außerdem gibt es seit 2009 den Helene-Weber-Preis. Der vom Bundesministerium für Familien, Senioren, Frauen und Jugend ausgeschriebene Preis soll das politische Engagement von Frauen auf kommunaler Ebene fördern.
Der Deutsche Bundestag benannte 2017 ein Bürohaus in Helene-Weber-Haus, Berlin, Dorotheenstraße 88, um.

## Straßen, die nach Helene Weber benannt sind
- Helene-Weber-Platz, Platz im Wuppertaler Stadtteil Nordstadt
- Helene-Weber-Platz, Platz im Kölner Stadtteil Neubrück
- Helene-Weber-Straße, Straße im Bonner Ortsteil Vilich
- Helene-Weber-Allee, Straße im Münchner Stadtteil Neuhausen
- Helene-Weber-Straße, Straße im Berliner Ortsteil Rudow
- Helene-Weber-Straße, Straße in Norderstedt
- Helene-Weber-Straße, Straße in Laatzen
- Helene-Weber-Straße, Straße im Troisdorfer Ortsteil Bergheim
- Helene-Weber-Straße, Straße in Datteln
- Helene-Weber-Straße, Straße in Herzogenrath
- Helene-Weber-Straße, Straße in Mörfelden-Walldorf
- Helene-Weber-Weg, Straße in Hürth
- Helene-Weber-Weg, Straße im Gelsenkirchener Stadtteil Buer
- Helene-Weber-Weg, Straße im Langenhagener Stadtteil Kaltenweide
- Helene-Weber-Weg, Straße in Enger
- Helene-Weber-Weg, Straße in Gießen
- Helene-Weber-Weg, Straße in Bad Mergentheim
- Dr.-Helene-Weber-Straße, Straße in Gernsheim
- Dr.-Helene-Weber-Straße, Straße in Recklinghausen
- Helene-Weber-Straße, Straße im Wennigser Ortsteil Degersen
- Helene-Weber-Straße, Straße in Nordhorn, Stadtteil Bookholt
- Helene-Weber-Straße, Straße im Brühler Stadtteil Rohrhof
- Helene-Weber-Straße, Straße in Vreden
- Helene-Weber-Straße, Straße in Offenburg
- Helene-Weber-Straße, Straße in Roßdorf (bei Darmstadt), Ortsteil Gundernhausen
- Helene-Weber-Straße, Straße in Gütersloh
- Helene-Weber-Ring, Straße in Salzgitter-Fredenberg
- Helene-Weber-Straße, Straße in Bornheim (Rheinland)
- Helene-Weber-Straße, Straße in Düsseldorf, Ortsteil Hellerhof

## Veröffentlichungen
- Verständnis für die heutige Jugend. In: Bayerische Gemeinde- und Verwaltungszeitung, Jg. 1927, ZDB-ID 530016-2, S. 385 ff.
- Der Beruf der Sozialbeamtin. In: Hermann Geib (Hrsg.), Jahrbuch für Sozialpolitik, Leipzig 1930, ZDB-ID 531255-3, S. 172–177.